# (38133) 1999 JY49
1999 JY49 (asteroide 38133) é um asteroide da cintura principal. Possui uma excentricidade de 0.15154410 e uma inclinação de 4.58699º.
Este asteroide foi descoberto no dia 10 de maio de 1999 por LINEAR em Socorro.